# Triainolepis polyneura
Triainolepis polyneura là một loài thực vật có hoa trong họ Thiến thảo. Loài này được Bremek. miêu tả khoa học đầu tiên năm 1956.